# Ochodaeus ferrugineus
Ochodaeus ferrugineus är en skalbaggsart som beskrevs av Johann Friedrich von Eschscholtz 1818. Ochodaeus ferrugineus ingår i släktet Ochodaeus och familjen Ochodaeidae. Inga underarter finns listade i Catalogue of Life.